# Andorra durant el franquisme
Durant la primera part de la guerra civil Andorra va ser objecte de l'arribada de refugiats més aviat de dretes i propers al règim. En la fase final Andorra acollia refugiats republicans i durant la resta, és a dir, durant el franquisme el petit país muntanyenc es va transformar en el lloc d'acollida de tots els republicans, en majoria catalans. Del punt de vista econòmic el franquisme va ajudar Andorra a entrar en l'era capitalista. En primer lloc perquè l'economia que es va establir a Espanya era autàrquica i a Andorra es va aprofitar aquesta situació per vendre productes principalment als catalans que s'hi desplaçaven. Buscaven productes que no tenien perquè estaven censurats o perquè eren molt cars a Espanya. La llibertat amb la qual es podia parlar català o parlar d'afers polítics a Andorra ver fer que molts s'encantessin i van quedar-se a viure. Tots aquests van ajudar el país a créixer econòmicament i culturalment. D'altra banda, el país també va ser objecte de lloc de militància antifranquista. Els maquis van penetrar moltes vegades a Andorra fent perillar la independència del país, ja que el dictador no era partidari que a Andorra s'hi acollís “gent contrària al règim”.

## Historiografia
Cap historiador, periodista o administració s'ha volgut interessar en les relacions entre el franquisme i Andorra després de la Segona Guerra Mundial. Tampoc hi ha hagut mai interès a saber com repercutí socialment i políticament la presència d'un règim feixista al sud de la frontera. Alhora tampoc no hi ha hagut senyal d'interès en quant a les implicacions que això comportà per Andorra a nivell de la seua sobirania. L'absència de debat i mirada cap a aquest període desdibuixa amb força els esdeveniments que seguixen a la caiguda del règim. Aquest silenci podria explicar-se per les relacions estretes que sorgiren després de la guerra civil malgrat que hi hagué moments de tensió amb el dictador.
Així i tot, l'únic autor, estudiant a l'època d'humanitats, que s'hi haja interessat és en Rubí Ariel Rocha Simões que proposa una obra, amb algunes fe d'errates, que no deixa de ser un recull de les diverses biografies que des d'Andorra han parlat encara que tímidament sobre el règim. Alhora també aporta informació complementària que s'extrau de biografies catalanes.
- Rubí Ariel Rocha Simões (2019) Els Anys (No Tant) Daurats. Editorial Círculo Rojo

En Rubí Rocha Simões proposa doncs un sumari genèric d'allò que hagi pogut publicar-se al país; sense haver-se interessat tampoc en una recerca ampliada, aprofundida i nova sobre allò que succeí a Andorra en aquest període. Tanmateix, constitueix l'únic document que mira de donar una vista genèrica i contextualitzar-la.
A banda, cal destacar particularment el llibre d'Àlvar Valls, militant d'ERC i alhora un activista favorable a la democràcia i independència catalana que a la dècada dels 1970 es refugià a Andorra per fugir de la repressió hispànica i per protegir-se de les seves accions contra el règim.
- Àlvar Valls, (2014) Al cap dels anys. Militància, presó i exili (1970-1998), Edicions del 1979

El llibre constitueix un testimoniatge clar d'una època en què alguns resistents al règim foren empresonats a Andorra per part de les autoritats andorranes que volien d'aquesta manera plaure a la dictadura o en tot cas evitar-se possibles relacions degradants.

## Les relacions amb el dictador
Segons el treball realitzat per l'Amparo Soriano, al final de la guerra civil hi ha un ambient molt favorable al feixisme hispànic. Entre altres motius es pot dir que algunes autoritats eren franquistes, vingudes de les vagues de refugiats. La dictadura hispànica va designar el Sr. Martínez García com a delegat del seu govern a Andorra. Era un comandant franquista que, com en altres ocasions, havia d'assegurar-se poder annexionar Andorra o, si més no, augmentar la influència hispànica a dins del país. Com a resultat, el mateix Consell General mira d'expulsar el coronel de la gendarmeria i, aquest, segons cartes seves documentades per l'Amparo Soriano, l'objectiu de la dictadura hispànica era implantar un règim totalitari a Andorra ajudant-se del delegat. La sindicatura s'allarga més del compte i, de fet, el franquisme intenta influenciar a les eleccions del 1939 perquè hi surti un parlament afí a la seva ideologia.
Els refugiats republicans que hi havia a Andorra van ser víctimes d'amenaces de mort o d'expulsió cap a Espanya, si més no inicialment. Així, es pot afirmar que durant els primers anys de la dictadura, Andorra va restar fidel al franquisme de manera general. L'exemple més evident és que es va construir una plaça de braus a Andorra la Vella. Però a mesura que el franquisme anava perdent embranzida, el seu suport a Andorra també. L'arribada de republicans va ser força important. Quan el dictador està a punt de morir-se l'ambient que es viu a Catalunya es trasllada també a Andorra. Les crítiques cap a autoritats del país properes al règim es fan cada vegada més sentir i esclaten finalment l'any 1975 amb el decret dels coprínceps sobre la immigració. És llavors quan es posa el punt final a aquesta situació i quan Andorra camina cap a la democràcia.

## L'activitat dels maquis a Andorra
Coneixedor de la forta presència republicana a Andorra, el dictador va exigir algun cop l'expulsió d'aquests refugiats imposant restriccions a les mercaderies andorranes. En donar-se aquestes situacions el Consell General intentava mediar però el resultat en general era negatiu. Entre altres raons hi tenia molt a veure el propi bisbe que havia estat col·locat pel règim mateix. Els maquis (l'organització de guerrilles antifranquistes que neix a França a l'acabament de la Guerra Civil i fins al 50) van utilitzar la Val d'Aran com a estratègia per fer caure el règim. Andorra per la seva proximitat amb l'Aran també era objecte de militància maqui. En acabar-se la Segona Guerra Mundial el propi bisbe sol·licita la presència de la guàrdia civil (policia espanyola) a Andorra perquè tots aquells maquis que passessin per la frontera andorrana fossin detinguts. El propi Franco pressionava el Consell General perquè la sol·licitud fos atesa. Com que això suposava una ingerència, el Consell General va actuar controlant la frontera franco-andorrana.
La negativa del parlament andorrà de deixar entrar policies franquistes al país va valdre el tancament de la frontera catalano-andorrana més d'un cop. La complexitat de la situació va portar el copríncep De Gaulle a enviar gendarmes el 1944. Pensava evitar d'aquesta manera l'entrada de guàrdies civils. Tot amb tot, res impedí el dictador d'enviar guàrdies episcopals, si més no fou així que es volgué anomenar la policia franquista ocupada d'Andorra.

## L'activitat dels exiliats a Andorra

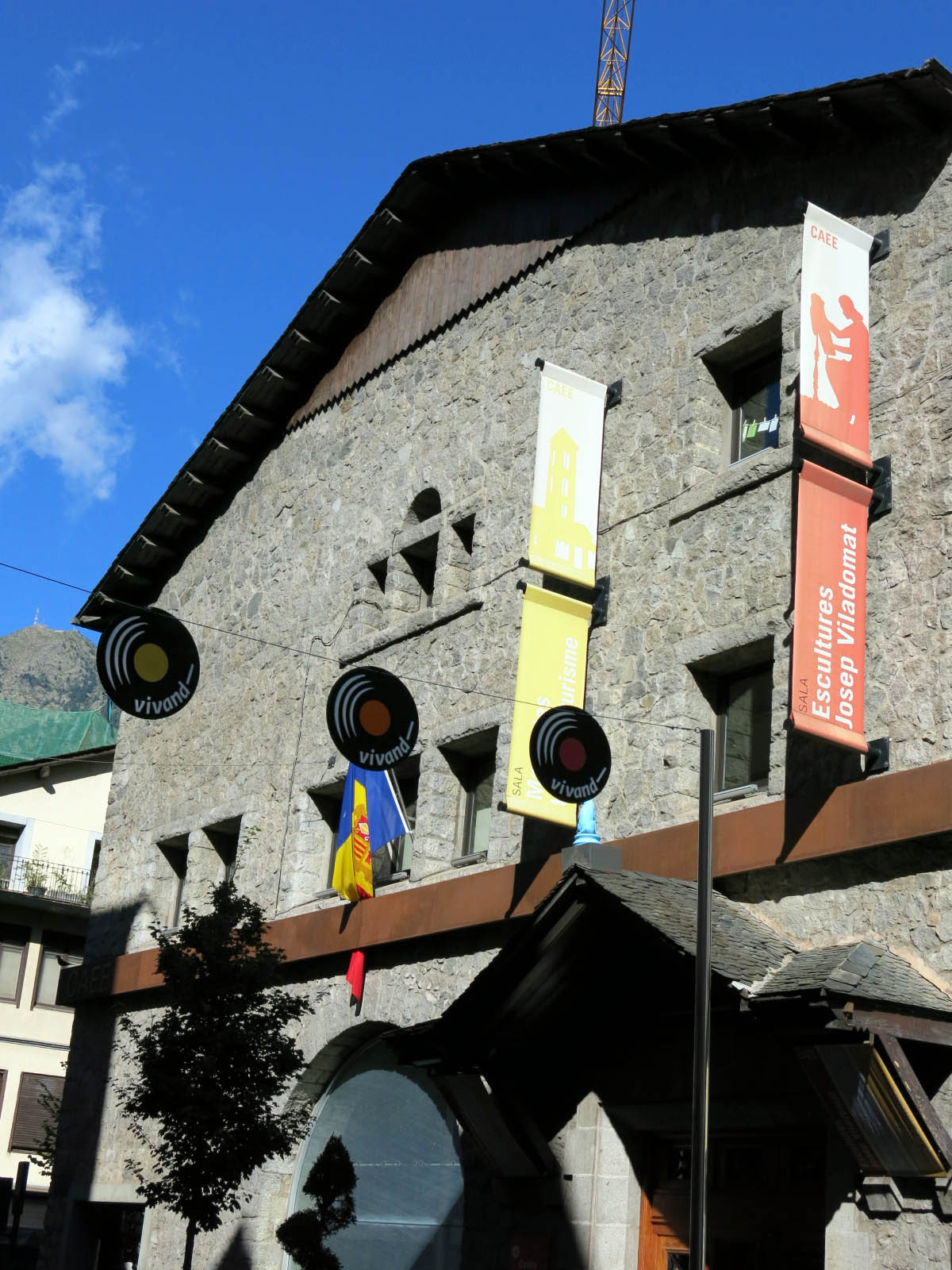
Centre d'Art d'Escaldes-Engordany on es poden veure les escultures i bona part de les obres deixades per Josep Viladomat, republicà i responsable d'esculpir el cavall de Franco de Montjuïc

L'onada de republicans catalans que va venir a Andorra va ser molt important per al creixement econòmic i cultural d'Andorra. D'aquesta època destaquen molts noms per les seves iniciatives. Venia gent molt ben preparada amb un bagatge cultural i professional rellevant. Va ser el cas de Josep Viladomat. Era escultor i va crear grans obres que van emplenar carrers i places d'Andorra i Barcelona. Juntament amb el seu fill, Francesc Viladomat, han construït un verdader imperi econòmic al país. Apassionat per l'esquí va ser el responsable d'inaugurar la primera estació a Andorra. En un viatge a Núria va apuntar-se a l'equip masculí d'esquí espanyol amb el qual aconseguirà guanyar 11 campionats de Catalunya, 11 més d'Espanya i representar l'estat espanyol en dos Jocs Olímpics d'Hivern durant els anys 50. També destaca Joan Puig i Salarich, corresponsal del Diari de Barcelona i El Correo Catalán. Bartomeu Rebés, per la seva banda, va contribuir obrint la primera editorial, Editorial Andorrana. Juntament amb Manuel Anglada van contribuir moltíssim a la cultura i recuperació història del país. Anglada va treballar com a professor i va contribuir a elaborar els primers estudis sobre llengua catalana a Andorra. Esteve Albert i Corp és dels exiliats més recordats. Refugiat a Andorra l'any 1955, escriptor i historiador, va crear el pessebre vivent d'Escaldes-Engordany que va transformar-se en un incentiu important per fer venir turistes al país. Tot no va ser, però, constribucions culturals. Francesc Farràs, per exemple, fou Director General de Banc Reig. Joaquim Trias i Pujol, juntament amb Antoni Vilanova, van contribuir per la seva banda a obrir la primera clínica d'Andorra. Altra gent, en canvi, va utilitzar el país per fer resistència antifranquista. És el cas d'Àlvar Pérez, independentista que va lluitar pel Front Nacional de Catalunya. Andreu Claret i Casadesús, un altre dels noms recordats, s'exilià a Andorra després d'haver col·laborat en la resistència antifranquista a França. Un cop ja a Andorra el partit Esquerra Republicana de Catalunya veu la llum. Jaume Ros i Serrà també va ser un dels polítics actius, militant d'Estat Català (la futura ERC). Col·laborador durant la guerra en les xarxes d'evasió va exilitar-se a Andorra.

### El cavall de Josep Viladomat
Entre les obres que va escupltar Josep Viladomat destaca el “cavall del generalísimo" que va inaugurar el mateix dictador al Castell de Montjuïc. Republicà convençut Josep Viladomat no es va presentar la seva inauguració perquè deia "no sabia parlar bé castellà". Havia aconseguit un cotxe de luxe a bon preu que si l'hagués adquirit a Espanya. A canvi el cotxe havia d'estar-se mig any a Andorra i mig més a Espanya. En no atendre a aquest acord que va acceptar, va demanar l'ajuda de l'alcalde de Barcelona (que coneixia) perquè l'ajudés en el judici. En va sortir ben parat a canvi d'esculpir aquest cavall. Avui bona part de les seves obres es troben en el Centre d'Art d'Escaldes-Engordany, en aquella època un cinema.

## La Plaça de Braus d'Andorra

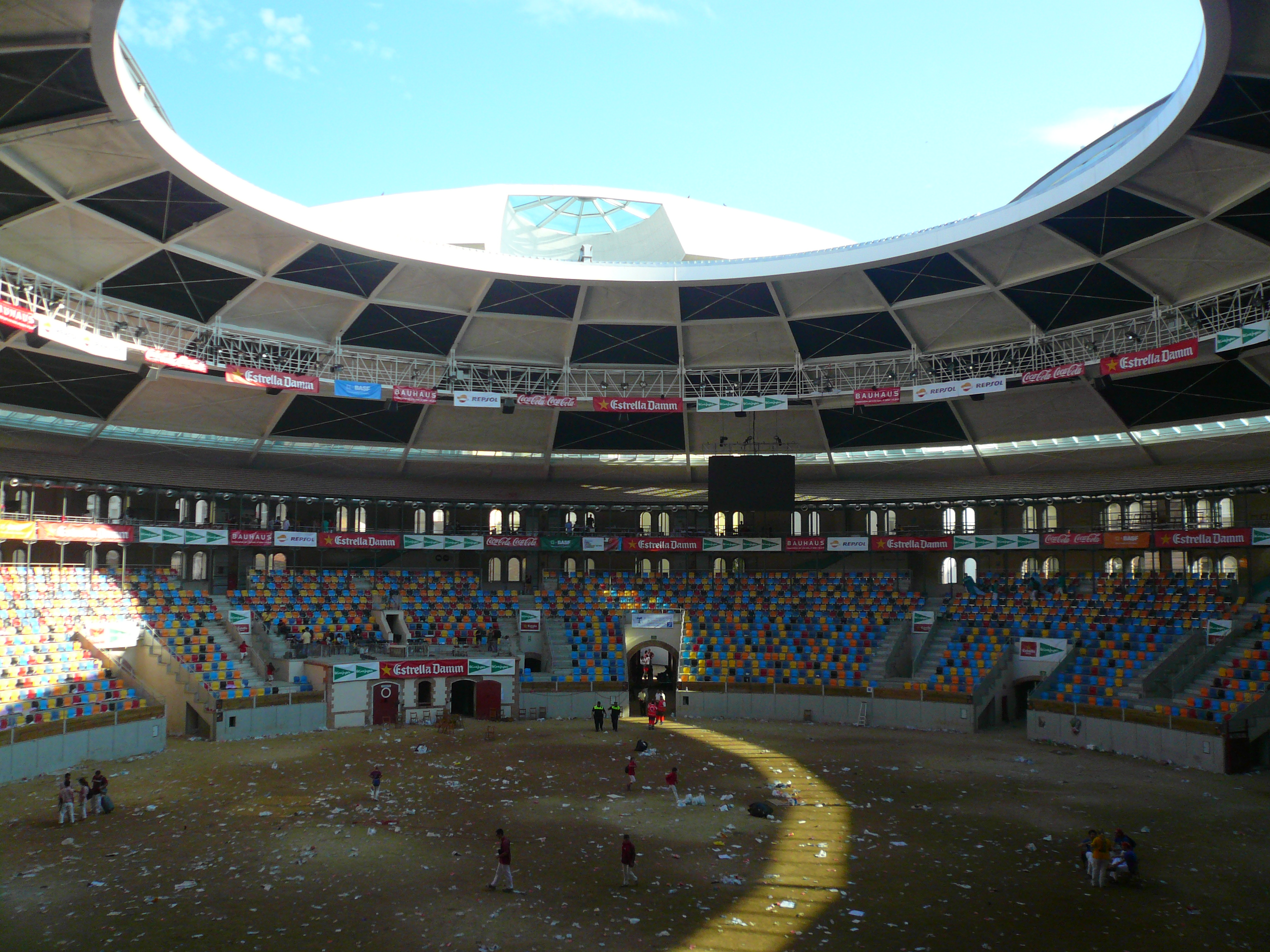
Exemple d'una plaça de braus.

La tauromàquia era una manifestació (a ulls d'avui sanguinària) que a l'època gaudia de molta fama a Espanya on el dictador obligava l'única televisió existent a emetre els festejos per fer-ne el símbol característic d'Espanya (val a dir que abans del dictador ja es practicava). A Andorra es tingué la idea d'explotar aquest mercat i durant el franquisme a Andorra es construirà una plaça de braus per cridar el públic espanyol. El país no ha tingut mai tradició taurina, i encara que avui l'esdeveniment sigui vist com un fet inexplicable, aleshores la qüestió no era plantejar-se si era ètic o no. "Si el turista volia sang, se li havia de concedir sang" o això s'afirma al Diari d'Andorra. La plaça tenia una petita capella on els protagonistes hi resaven abans d'anar a matar el toro. Per al públic francès aquell espectacle era una mostra de la "cultura ibèrica" (avui la percepció és ben diferent) i omplien ells també la plaça. De fet, i per tal d'engalonar encara més el públic francès, la plaça va ser l'escenari de concerts d'artistes francesos de l'època (avui icones a França) com ara Dalida, Gilbert Bécaud o Johnny Hallyday. Amb el temps la percepció d'aquestes manifestacions s'han anat diluint i amb l'ajuda de les associacions anti-maltractament animal s'ha aconseguit que la població mateixa vegi "aquesta festa" com una matança cruel. La plaça avui està tancada, s'utilitza actualment com a búnquer i caldria situar-la davant de l'edifici administratiu del Govern d'Andorra.

### La tauromàquia en l'actualitat
Però, l'existència de festejos d'aquesta mena s'han continuat donant a Andorra molt després del franquisme. L'any 2013, per exemple, el grup responsable d'organitzar la festa major de la parròquia d'Encamp va tenir la idea de celebrar una cursa de braus en una plaça instal·lada per l'ocasió. Tot i la massiva participació, segons apunta la premsa, la idea va engendrar al país polèmica, ja que legalment està prohibit maltractat animals a Andorra. El govern de l'excap de Govern, Antoni Martí, va autoritzar tot i així la manifestació. Les associacions animalistes d'Andorra, Laika i Apapma, van denunciar la situació i els partits de l'oposició van criticar durament el Comú d'Encamp. El govern, per la seva banda, va enviar el Departament d'Agricultura per controlar que no es vexés cap animal. Malgrat això, les associacions van presentar denúncia perquè segons es podia veure a les imatges presentades, s'evidenciava que s'havia vulnerat la Llei de tinença i protecció d'animals. La polèmica generada per la proposició i autorització posterior de govern va portar el Diari d'Andorra a preguntar als seus lectors si "s'ha de prohibir la celebració de vaquilles a Andorra?". El 65,6% va respondre que sí que era partidari de la prohibició en contra d'un 34,4% no favorable.
L'any 2011 una associació catalana animalista va presentar una recol·lecta de signatures per prohibir l'exhibició d'aquestes manifestacions a Catalunya. Un cop més la proposició va generar polèmica i això va tenir repercussions a Andorra. Un grup d'empresaris andorrans van tenir la idea de tornar a obrir una plaça de toros el 2011, aquest cop a Santa Coloma, aprofitant la prohibició catalana. Deien que el projecte estava avançat i que ja es negociava amb adeptes espanyols. Segons els empresaris la intenció era explotar un negoci que genera molts diners. Tot i la iniciativa, era difícil que la plaça prosperés perquè la llei no ho permet. Així i tot, l'associació animalista AnimaNaturalis denuncia que llei andorrana de protecció animal és "laxa i ambigua" i que es fa difícil denunciar la "festa taurina" que va donar-se a Encamp. El partit Verds d'Andorra i el partit Socialdemòcrata van criticar el comú d'Encamp considerant que no hi havia control sobre la Comissió de Festes. Segons l'oposició, aquesta no atenia als desitjos de la població sinó que només a interessos propis. En aquest sentit lamentaven que "és un espectacle que no cal", l'acte "defuig de la tradició", "hi haurà patiment" i ja a les festes d'anys anteriors hi ha hagut bromes homòfobes.

## L'hotel Mirador, resistència republicana
El pare de Jordi Sasplugas té potser una rellevància cabdal al país sigui per la seva trajectòria, sigui perquè el fill projectava pel·lícules que eren cesurades a Espanya. Nascut a Encamp, va créixer a l'Hotel Mirador que era el lloc de trobada dels militants republicans a Andorra la Vella. Va desenvolupar ràpidament gust pel cinema quan va anar a estudiar a Tolosa. Tornant crea el Cineclub Andorra que projectava pel·lícules a l'Andor Centre, avui Centre Cultural la Llacuna. Les sessions eren un reclam per a molts catalans amants del cine que aprofitaran la llibertat del país per quedar-s'hi o fer-hi militància. Manel Esteve, crític i director de cinema, el va conèixer en dites projeccions. Un cop acabada la dictadura en Jordi va dedicar-se a la còpia i distribució de pel·lícules. Això el va conduir a ser convidat a formar part de l'equip creació de TV3, la televisió nacional pública de Catalunya. És a aquest senyor que els catalans deuen el seu imaginari televisiu. Va treballar al costat de Jaume Ferrús, aleshores director de la televisió pública catalana. En Jordi també va ser responsable de les primeres multisales barcelonines i delegat de Turner a Espanya. Va crear el primer festival de cinema al país, el Festival de Cinema de Muntanya d'Andorra, i el van escollir com un dels primers membres del Consell de l'Audiovisual andorrà.

## Persecució a la llengua nacional d'Andorra

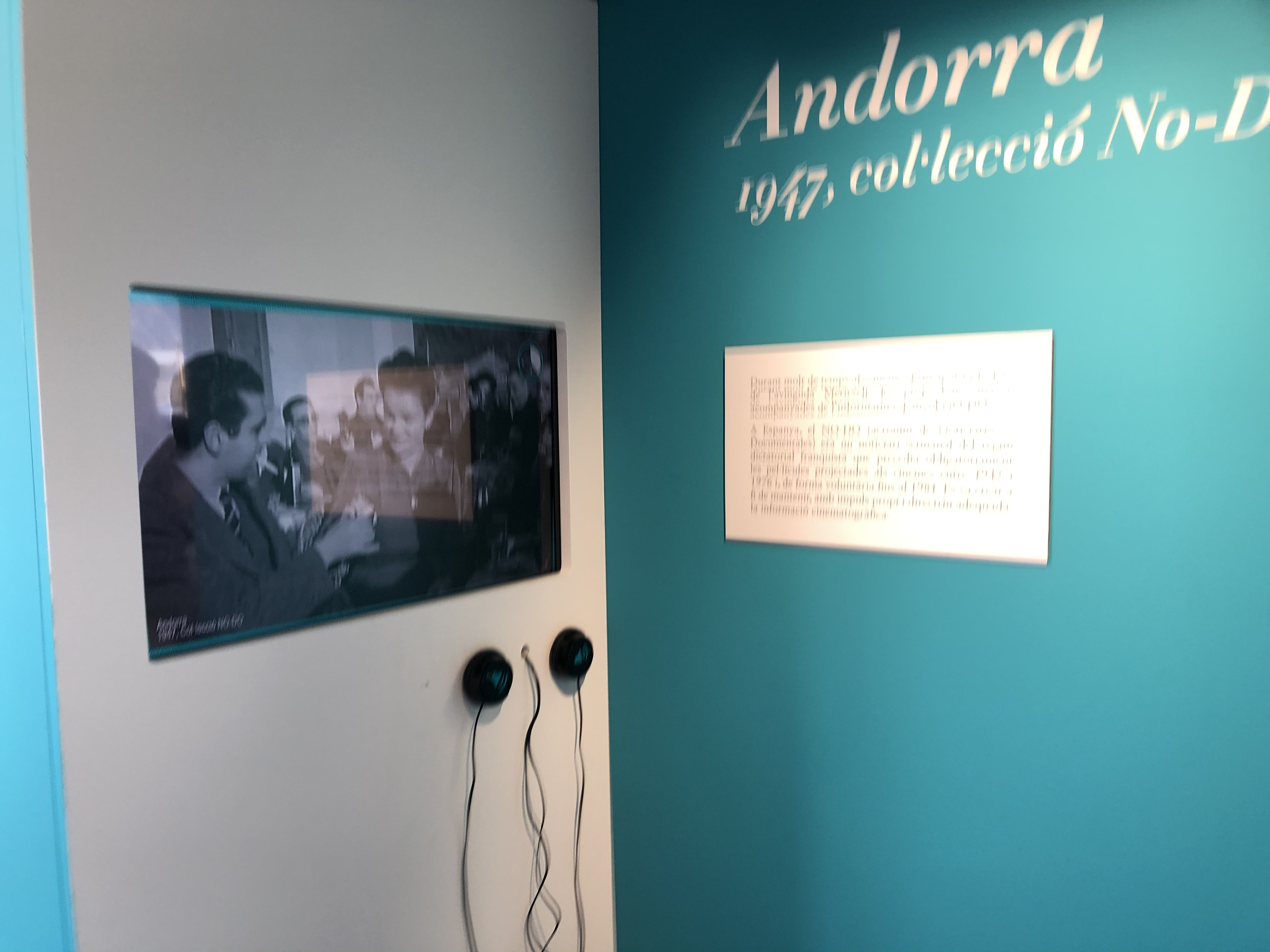
Fotografia de l'exposició de la Fira d'Andorra la Vella del 2019 en què s'hi projecta les publicitats d'Andorra al No-Do del règim feixista hispànic

La repressió de la dictadura franquista sovint és vista des del vessant més cruel, la dels assassinats impunes, les desaparicions inexplicades o les tortures arbitràries. La repressió i persecució de la dictadura van tenir, però, formes més subtils d'influència política. La censura va entrar en tots els aspectes de la vida diària i, evidentment, en la llengua, en els llibres de text destinats a l'ensenyament, en les publicacions i en la radiodifusió. Tot estava sota el control del censor, de les institucions del règim i afins a la Falange. La llengua catalana, que era l'oficial juntament amb el castellà a Catalunya, va quedar fora del Parlament català, de l'administració, l'escola i la universitat. Se'n va prohibir l'ús públic i va ser consignada a la vida familiar, amb la qual cosa va quedar relegada a una situació de diglòssia, és a dir, en què predominava el castellà per sobre del català. El català va ser ofegat i amagat i el seu ús públic, menyspreat amb escarni. El territori va quedar cobert de cartells i consignes on es podia llegir «Si eres español, habla español», «Si eres español, habla el idioma del imperio» (si ets espanyol, parla espanyol; si ets espanyol, parla l'idioma de l'imperi). Al ciutadà que en un espai públic se'l sentia parlar en català li eren adreçades frases del tipus «Hable usted en cristiano» o «A ver cuándo deja de ladrar» (parli'm en cristià; vejam quan deixa de bordar). També es podien llegir rètols públics amb sentències ofensives com «Prohibido escupir y hablar en catalán» (està prohibit escopir i parlar català).
Aquesta situació no es va viure a Andorra però les notícies sobre allò que passava a Catalunya sí que arribaven. Els catalans que venien de Catalunya quedaven més que sorpresos quan veien que a Andorra es retolava en català i que al carrer la llengua era utilitzada sense por. A Andorra el català hi era habitual i el parlava pràcticament tota la població. Un percentatge molt inferior parlava francès. Amb l'arribada de la dictadura la llengua trontolla, no obstant això. Les relacions que el Consell General mantenia amb el bisbe i Madrid havien de ser curosament preparades. Franco bloquejava la frontera perquè a Andorra s'hi deixava evadir les fortunes del règim. A les escoles espanyols d'Andorra es va canviar tot el personal per garantir que només s'hi ensenyés en castellà. És molt probable que els andorrans canviessin de llengua per vergonya, ja que des d'Espanya venia el missatge que parlar català era lleig. D'altra banda, de seguida que Ràdio Andorra va passar a mans franquistes en acabar la Segona Guerra Mundial l'emissora deixa d'emetre en català. Des dels principis de la seva emissió que Ràdio Andorra va tenir problemes per emetre en català, malgrat estar situada en el seu propi territori. Les autoritats franquistes es van mostrar preocupades pel fet que Ràdio Andorra emetés en català. Trémoulet va haver d'adreçar-s'hi garantint-los que això no passaria i que s'emetria en castellà. Això mateix va passar fins que el veguer francès va ordenar que també s'havia d'emetre en francès. ALguna documentació apunta que després de la guerra l'emissora va acomiadar bona part del personal francès per contractar falangistes. Amb el final de la dictadura franquista els andorrans prendran mesures protectores envers el català.
Si la immigració espanyola no volia fer esforços, la francesa tampoc. França la situació no era gens millor i això afegit al fet que per als francesos Andorra era un protectorat, s'entenia doncs l'animadversió envers la llengua del país. Reprenent les polítiques racials de Jules Ferry, l'escola francesa i el carrer es tronaran agressius cap al català i finalment aquesta llengua desapareixerà pràcticament del panorama francès. La prova més evident d'això és Ràdio Andorra. L'emissora andorrana aconseguia rècords d'audiència al sud de França, precisament perquè no s'hi emetia en català. Avui Ràdio Occitània que emet en occità, català i francès, no aconsegueix ni de bon tros les audiències rècord de Ràdio Andorra. L'occità segueix sent menyspreat a l'escola, d'igual manera que el català. Avui, de fet, són llengües catalogades a França com a regionals i a l'escola són optatives. Conviuen amb les llengües que l'estat francès defineix com a "estrangeres vivies" (ex.: l'alemany, el portuguès o l'italià, és a dir, les llengües d'antics colons). És l'exemple clar d'una discriminació més subtil.
Nota: per entendre-ho caldria preguntar-se sobre si és adequat titllar el català de regional quan no ho és a Andorra. En aquest sentit caldria preguntar-se per què el portuguès no és titllat de regional i el català sí, si Andorra és un país com Portugal. I en la mateixa línia caldria preguntar-se doncs si el francès és un idioma regional al Canadà. També convindria preguntar-se per què el català no és considerat com a llengua viva, tot i tenir més d'11 milions de parlants. Nombre que supera amb escreix a Europa llengües com el portuguès, danès, finès,.. que França sí que anomena vives.

## Filmografia
- Arxiu Nacional d'Andorra. Jordi Sasplugas, El Mirador d'Andorra, 2013.